# Biserica creștină baptistă Nădejdea din București

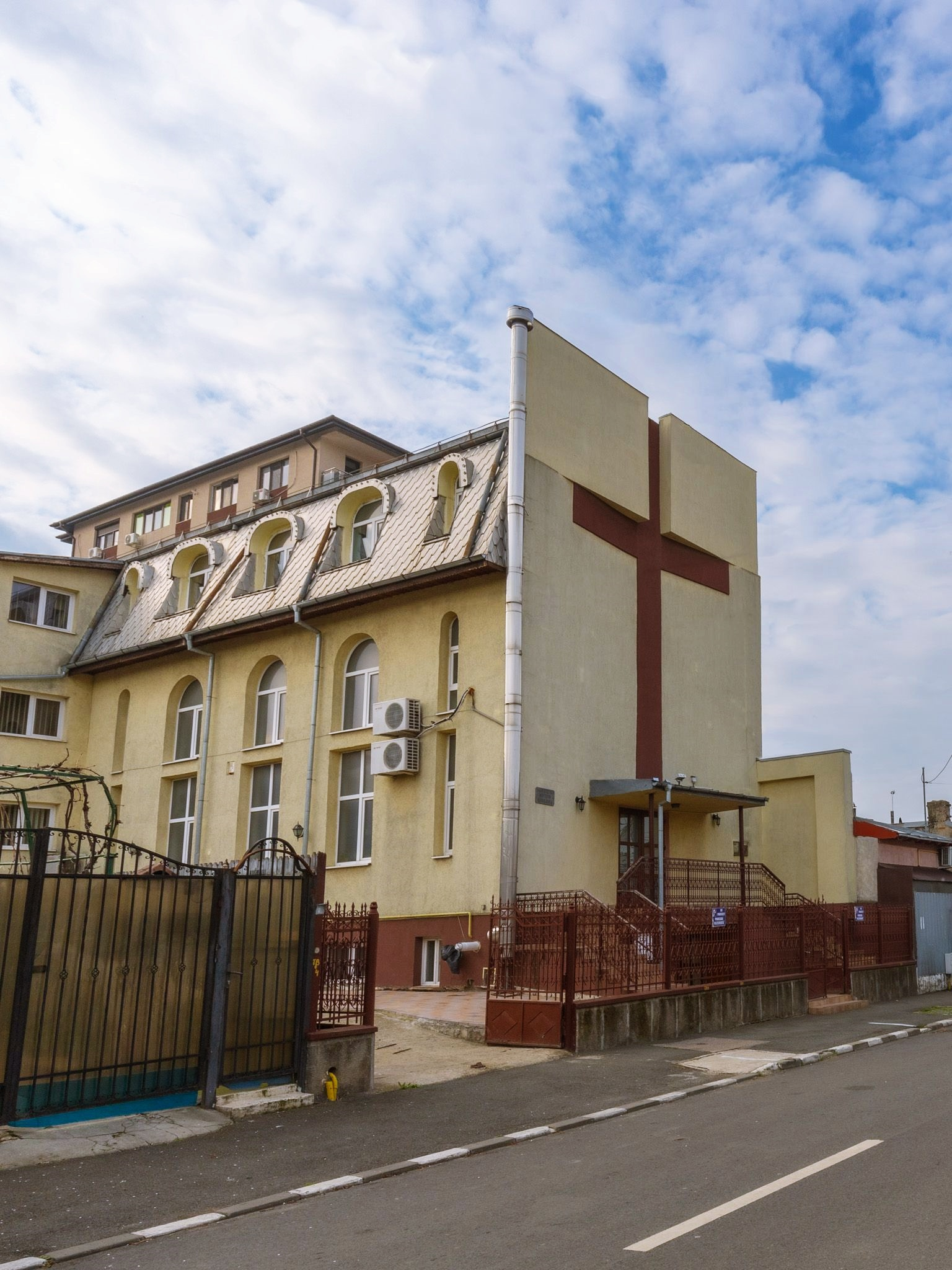
Biserica Creștină Baptistă Nădejdea București

Biserica baptistă Nădejdea din cartierul Giulești este una din primele biserici baptiste înființate în București la începutul secolului XX. Anterior, de-a lungul câtorva decenii, în capitală și-au deschis porțile bisericile: „Betania” din strada Popa Rusu, „Golgota” din  bulevardul N. Titulescu, „Providența” din cartierul Ferentari și „Sfânta Treime” din strada Iuliu Valaori (inițial pe strada Apele Minerale și apoi pe șoseaua Mihai Bravu).

## Istoric
Pe 10 aprilie 1932 Constantin Manolescu a fost ordinat în biserica din casa sa, pe strada Arad nr. 35, unde a luat naștere biserica baptistă „Grivița” în care se întâleau mai mulți frați din zonă. Această biserică a crescut numeric și datorită misionariatului făcut în comuna Giulești (numele vechi comuna Costeasca aflată pe atunci în afara Bucureștiului) de fratele Ioan Țopa din 1930, care a fost ordinat în biserica din Ferentari pe 12 iulie 1931. Fratele Manolescu plecând la o școală de misiune baptistă în Elveția, lasă conducerea bisericii în slujba tânărului pastor care la sugestia mai multor membri convertiți din zonă cumpără un fost atelier de tâmplărie în strada Alexandru Costescu nr. 4 (astăzi strada Luduș nr. 4) deoarece cele două camere din strada Arad nu mai erau suficente ca spațiu.
În timpul Marii Crize economice, în 1933 (când în februarie a avut loc în apropiere, greva de la Atelierele Grivița), un grup de creștini îndrumați de tânărul spițer, pastorul Ioan Țopa, venit în Giulești din 1931 ca misionar de la biserica baptistă din Ferentari, a cumpărat terenul și clădirea unui atelier de tâmplărie din mărginașul cartier bucureștean. În toamna aceluiași an, după renovare, la data de 15 septembrie 1933, Biserica Baptistă din Giulești și-a deschis porțile la prezenta locație.